# Saint-Front (Haute-Loire)
Saint-Front ist eine französische Gemeinde mit 413 Einwohnern (Stand 1. Januar 2022) im Département Haute-Loire in der Region Auvergne-Rhône-Alpes; sie gehört zum Arrondissement Le Puy-en-Velay und zum Kanton Mézenc.

## Geografie
Die Gemeinde Saint-Front liegt etwa 25 Kilometer südöstlich von Le Puy-en-Velay und wenige Kilometer nordwestlich des Mont Mézenc, einer der höchsten Erhebungen des Zentralmassivs. Im Gemeindegebiet liegt der Maarsee Lac de Saint-Front, in dem der Fluss Gagne entspringt, der zur Loire entwässert.

## Bevölkerungsentwicklung
| Jahr                       | 1962 | 1968 | 1975 | 1982 | 1990 | 1999 | 2007 | 2017 |
| Einwohner                  | 1224 | 1106 | 849  | 644  | 544  | 509  | 482  | 403  |
| Quellen: Cassini und INSEE |      |      |      |      |      |      |      |      |

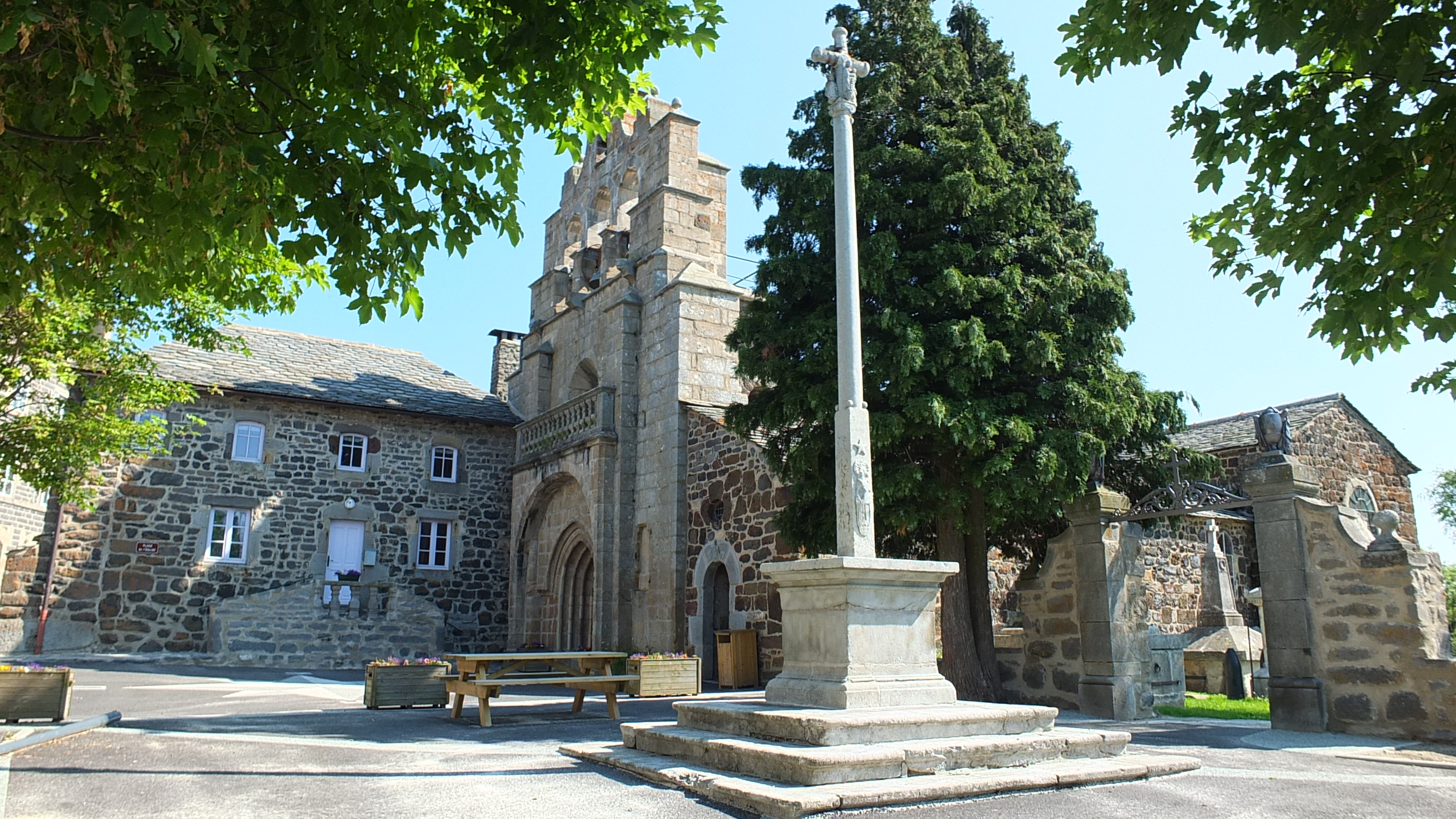
Großkreuz
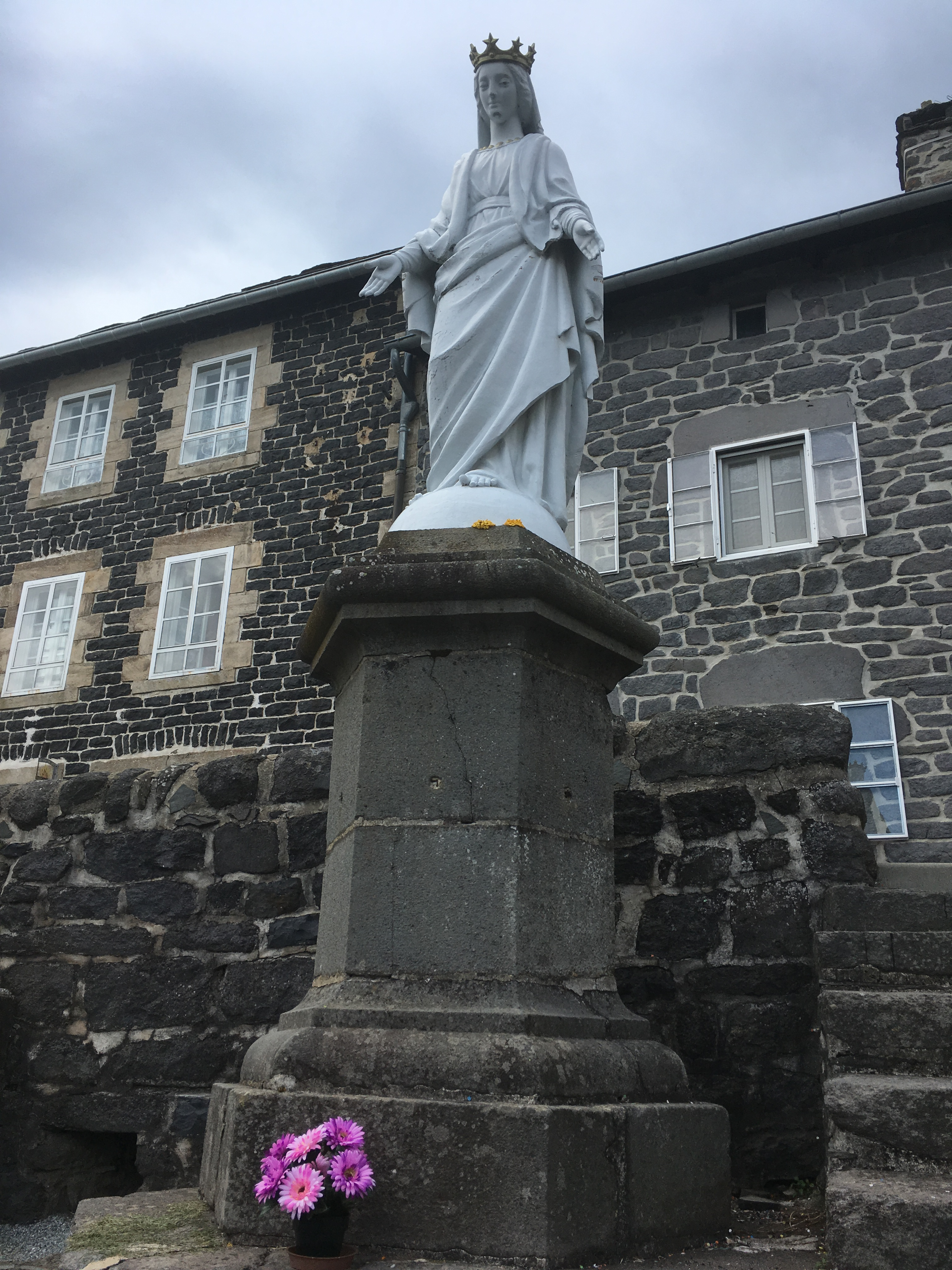
Marienstatue
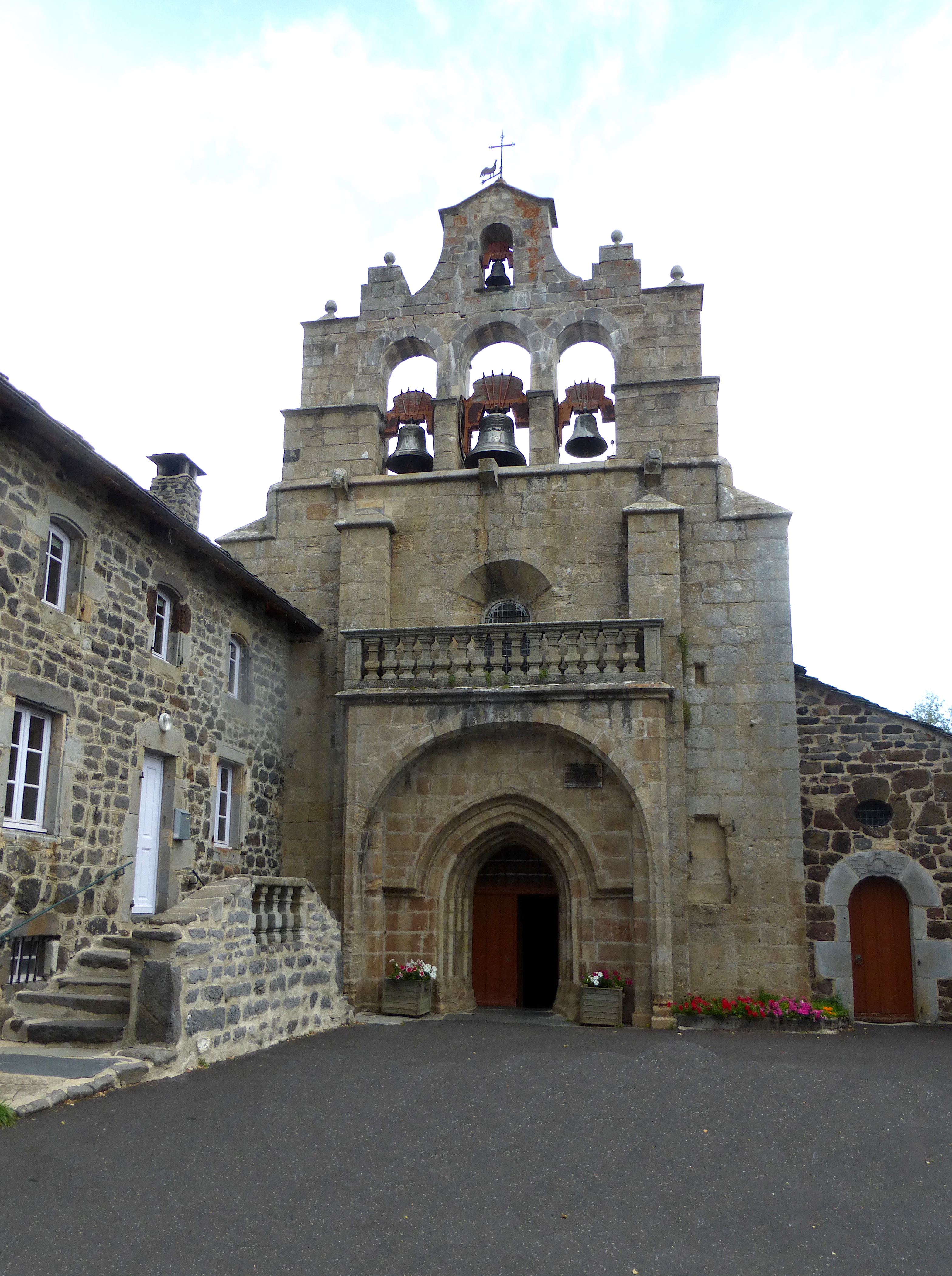
Kirche Saint-Front